# Кокорино (Вибо Валенција)
Кокорино је насеље у Италији у округу Вибо Валенција, региону Калабрија.
Према процени из 2011. у насељу је живело 452 становника. Насеље се налази на надморској висини од 288 м.